# AS Dragons Kinshasa
Amicale Sportive Dragons ist ein kongolesischer Fußballverein aus Kinshasa. Der Klub ist mehrfacher Landesmeister und stand in den 1980er Jahren unter dem Namen AS Bilima zweimal im Endspiel des African Cup of Champions Clubs.

## Geschichte
Der Klub gründete sich 1938 unter dem Namen AS Bilima. Nach der Unabhängigkeit des Landes von Belgien im Juni 1960 entwickelte sich die Mannschaft zu einem der führenden Klubs, wovon die erste Meisterschaft 1965 zeugt. Anschließend entwickelte sich jedoch eine Dominanz des Trios AS Vita Club, Imana Kinshasa und Tout Puissant Mazembe, die nur vereinzelt durchbrochen wurde.
1969 stieg der kongolesische Geschäftsmann Édouard Mwe di Malila Apenela als Präsident und Geldgeber in die Mannschaft ein. Bei seiner Ankunft brachte er Spieler wie Pembele Ngunza, Magie Mafwala und Romain Bamuleke. Dank Mwe di Malilas Apenelas finanzielles und moralisches Engagement erreichte der Verein, nach dem zweiten Meistertitel 1979, 1980 die Endspiele um den African Cup of Champions Clubs, in denen sich der kamerunische Gegner Canon Yaoundé durchsetzte. Nach einem erneuten Titel 1982 vergoldete der Klub den vierten Meistertitel 1984 erneut mit einem Finaleinzug im African Cup of Champions Clubs, dieses Mal war allerdings FAR Rabat zu stark.
In den 1990er Jahren holte der mittlerweile in AS Dragons umbenannte Verein mehrfach den Coupe du Congo, in der Meisterschaft konnte er jedoch nicht mehr an die früheren Erfolge anknüpfen. Später verließ Präsident Édouard Mwe di Malila Apenela den Vorstand, um die Leitung an andere zu übertragen. Er blieb jedoch dem Club als Geldgeber und Ehrenpräsidenten verfügbar. Aktuell ist Lili Lumande der Präsident des Vereins.

## Erfolge
African Cup of Champions Clubs 0
Finalist: 1980, 1985
Linafoot 4
1965, 1979, 1982, 1984
Coupe du Congo 5
1965, 1996, 1997, 1998, 1999

## Performance in CAF Wettbewerbe
African Cup of Champions Clubs 4
1966: erste Runde
1980: Finalist
1983: Viertelfinale
1985: Finalist
CAF Cup Winners’ Cup 4
1997 – ausgeschieden in der zweiten Runde
1998 – zweite Runde
1999 – Viertel Finale
2000 – erste Runde